# 탄소별
탄소별(영어: carbon star)은 대기에 산소보다 탄소를 더 많이 가지고 있는 발광 적색 거성인 점근거성가지 별이다.
대표적인 예로 사냥개자리 Y가 있다.

## 같이 보기
- S형 별
- 테크네튬 별
- 마크 아론슨
- 라 수페르바